# Aoral
Aoral es uno de los ocho distritos que forman la provincia camboyana de Kompung Speu, con una población estimada en marzo de 2008 de 29 883 habitantes. Está dividido en las siguientes  comunas (khum), que se muestran asimismo con población estimada de 2008:
- Haong Samnam 4,018
- Reaksmei Sameakki 3,003
- Sangkae Satob 6,635
- Ta Sal 5,522
- Trapeang Chour 10,705[1]